# Mogotes
Mogotes è un comune della Colombia facente parte del dipartimento di Santander.
L'abitato venne fondato da Cristóbal Gualdron de la Peña nel 1703, mentre l'istituzione del comune è del 1887.

## Geografia fisica
Dista 33 Km dal comune di San Gil, 29 da San Joaquin e 47 da Onzaga. Alla destra si trovano due quartieri che sono: La Lomita e 29 de Octubre, mentre a sinistra si trova il fiume Mogoticos.

## Confini
Mogotes confina a nord col comune di Molagavita, a est con i comuni di San Joaquin e di Onzaga, al sud con Ocamonte, Coromoro e Charalá, e all'ovest con i comuni della Valle de San José, San Gil e Curití.

## Economia
L'economia di questo comune è basata sull'allevamento,sulla coltivazione dell'agave e della canna da zucchero, e sulla produzione del caffè.